# جمال حاجی‌آبدیچ
جمال حاجی‌آبدیچ (انگلیسی: Džemal Hadžiabdić؛ زادهٔ ۲۵ ژوئیهٔ ۱۹۵۳) مربی فوتبال اهل بوسنی و هرزگوین است.
از باشگاه‌هایی که در آن بازی کرده‌است می‌توان به باشگاه فوتبال سوانزی سیتی اشاره کرد.
وی همچنین در  تیم ملی فوتبال یوگسلاوی بازی کرده است.